# Junkkarinsaari
Junkkarinsaari är en ö i Finland. Den ligger i sjön Näsijärvi och i kommunen Tammerfors i den ekonomiska regionen Tammerfors och landskapet Birkaland, i den södra delen av landet, 160 km norr om huvudstaden Helsingfors. Öns area är 6,7 hektar och dess största längd är 0,6 kilometer i sydväst-nordöstlig riktning.